# Associação Cultural Alto Minho
Alto Minho é uma Associação Cultural da cidade de Lugo na Galiza.
Nasceu através do Colectivo Reintegracionista Alto Minho que em 1993 agrupava um grupo de pessoas decididas a dinamizar a cultura e língua nessa cidade.
Possui um centro social aberto ao público em que desenvolve a maior parte das suas actividades.
Os objectivos da associação passam por promover quaisquer actividades culturais que tenham como finalidade a defesa da cultura galega.